# North American XB-70 Valkyrie
O North American XB-70 "Valkyrie" foi um bombardeiro nuclear estratégico concebido para o Comando Aéreo Estratégico da Força Aérea dos Estados Unidos, com velocidade de cruzeiro de três vezes a do som (Mach 3). O custo proposto da aeronave, juntamente com mudanças tecnológicas, levaram ao cancelamento do programa. Embora a proposta de um frota de bombardeiros nunca fosse concluída, dois protótipos voaram na década de 1960, realizando pesquisas para o projeto de aeronaves supersônicas de grande porte. Um dos protótipos foi destruído em 1966 após uma colisão no ar e o outro está exposto no Museu Nacional da Força Aérea dos Estados Unidos.